# Рахман Морина
Рахман Морина (алб. Rrahman Morina; Раушић, код Пећи, 1943 — Приштина, 12. октобар 1990) био је полицијски официр и друштвено-политички радник САП Косова.

## Биографија
Рођен је 1943. године у Раушићу, код Пећи. Радио је као агент 
у Министарству унутрашњих послова Југославије, а касније партијски радник у Савезу комуниста Косова. Напредовао је у каријери и до 1981. постао министар унутрашњих послова на Косову.
По избијању демонстрација на Косову у марту 1981, ангажовао је милицију да сузбије демонстрације без консултовања с покрајинском владом. Због овог је потеза оставку дао Махмут Бакали, тадашњи председник Централног комитета СК Косова, изгубивши поверење савезне владе у Београду.
Током провођења тзв. антибирократске револуције на Косову, Слободан Милошевић је осигурао смењивање с власти Азема Власија и Каћуше Јашари, двоје најутицајнијих политичара на Косову у то време, и осигурао да 27. јануара 1988. на чело Савеза комуниста Косова дође његов савезник, Рахман Морина, тада један од ретких албанских политичара који се противио сепаратизму на Косову.
По избијању штрајка рудара у фебруару 1989, Морина, Али Шукрија и Хусамедин Аземи, поднели су оставке на своје функције.
Рахман Морина преминуо је 12. октобра 1990. године у Приштини, док је председавао конститутивној седници Покрајинског одбора Социјалистичке партије Србије за Косово и Метохију. Званични узрок смрти био је срчани удар, иако постоје сумње да је био отрован. Био је члан Главног одбора СПС-а Србије и председник Одбора за припрему прве конференције ове странке за Косово и Метохију.
Сахрањен је у Алеји заслужних грађана на Новом гробљу у Београду.
Постхумно је 27. новембра 1990. одликован Орденом Републике са златним венцем.

## Одликовања
- Орден рада са сребрним венцем,
- Орден братства и јединства са сребрним венцем,
- Орден заслуга за народ са златном звездом,